# Ed Harris
Ed Harris, rodným jménem Edward Allen Harris (* 28. listopadu 1950, Englewood, New Jersey, USA) je americký herec, scenárista a režisér, držitel ceny Zlatý glóbus, čtyřnásobně nominovaný na cenu Americké akademie filmových umění a věd Oscar.
Studoval na Kolumbijské univerzitě a během studia se aktivně věnoval americkému fotbalu, nicméně po ukončení svých studií na univerzitě dále studoval herectví na California Institute of the Arts. Začínal jakožto klasický divadelní herec kdy vystupoval v klasickém dramatickém repertoáru.
V televizi a u filmu začínal v polovině 70. let a postupně se vypracoval v uznávaného představitele vedlejších rolí. Mezi jeho nejznámější filmy patří postava ředitele Gene Kranze ve filmu Apollo 13, za kterou obdržel nominaci na Zlatý glóbus i nominaci na Oscara.
V roce 2000 začal také režírovat. Za svůj režijní debut ve snímku Pollock, kde také sám hrál hlavní roli avantgardního malíře Jacksona Pollocka, byl posléze nominován na cenu Americké akademie filmových umění a věd Oscar.
Hrál rovněž ve filmech Nepřítel před branami a Skála.

## Režie
- 2000 Pollock
- 2008 Appaloosa